# بروخوو (استان ماسوویان)
بروخوو (به لهستانی:  Brochów) یک روستا در لهستان است که در گمینا بروخوو واقع شده‌است. بروخوو ۴۰۰ نفر جمعیت دارد و ۷۰٫۰ متر بالاتر از سطح دریا واقع شده‌است.